# Остров Людникова
«Остров Людникова» — плацдарм на берегу Волги, где во время Сталинградской битвы окруженная с трех сторон 138-я стрелковая дивизия вела ожесточенные бои с немецкими войсками. Сейчас на этом месте находится мемориальный комплекс. Плацдарм а впоследствии и мемориальный комплекс были названы именем полковника Ивана Ильича Людникова, командира дивизии.

## Дни Сталинградской битвы
С 5 октября 1942 года 138-я дивизия находилась в резерве фронта на острове Сарпинский. В состав дивизии входили полки: 344-й — командир: полковник Дмитрий Александрович Реутский (после ранения которого полк возглавил капитан Владимир Коноваленко), 650-й — командир: майор Ф. И. Печенюк, 768-й — командир: майор Г. М. Гуняга. Комиссар дивизии — Николай Иванович Титов, командир артиллерии — Сергей Яковлевич Тычинский, начальник штаба — подполковник Василий Иванович Шуба, старший политрук — Михаил Зуев.
14-го октября командир дивизии И. И. Людников получил приказ командарма 62-й армии В. И. Чуйкова:
«Командиру 138 сд немедленно и по тревоге поднять один полк в полном составе и не позднее 5.00 16.10.1942 г. переправить его на западный берег р Волга». Следующий приказ Военного Совета 62-й армии от 16 октября: «К 4.00 17.10.1942 г. занять и прочно оборонять рубеж — южная окраина Деревенск, Скульптурный. Не допустить выхода противника в район проспекта Ленина и завода „Баррикады“».
17 октября следующее боевое распоряжение (№ 210) В. И. Чуйкова: 

Под вашу личную ответственность ликвидировать разрыв с 308-й СД, обеспечить её правый фланг, установив локтевую связь. И ни при каких условиях не допустить проникновения противника на территорию завода "Баррикады". За стык отвечаете Вы. О принятых мерах и их результатах боевые донесения присылать мне через каждые три часа.

|                      |                      |                      |                      |                         |
| 17 октября 1942 года | 20 октября 1942 года | 23 октября 1942 года | 25 октября 1942 года | 17—25 октября 1942 года |

С 11 ноября на протяжении следующих тридцати дней дивизия была окружёна на 700-метровом участке по фронту и 400 метров глубиной (с трёх сторон немецкие войска, с четвёртой Волга, по которой шёл сплошной лёд). Продовольствие и боеприпасы доставлялись с острова Зайцевский лодками с большими потерями.
Людинов вспоминал:

Ночью на острове Зайцевский была построена рота понтонеров, и её командир, капитан Кориков, вызвал добровольцев-гребцов на двадцать пять рыбацких лодок, до предела нагруженных боеприпасами и продовольствием для защитников «Баррикад». Добровольцев оказалось больше, чем требовалось.
Понтонеры знали наши сигналы. По команде подполковника Тычинского заговорила артиллерия. С высокого правого берега мы увидели, как сквозь шугу, взрываемую снарядами противника, лодки пробиваются к чистой воде. А через несколько минут с великой болью провожали взглядом эти лодки, плывшие от нас по течению вниз, к Бекетовке. Там их перехватили понтонеры соседней армии генерала М. С. Шумилова. Там и похоронили мертвых гребцов.
Только шесть лодок из двадцати пяти прорвались к полосе реки, не простреливаемой пулеметами врага, и причалили к нашему берегу. 

|                        |                        |
| 13—15 ноября 1942 года | 16—18 ноября 1942 года |

Отдельно стоит упомянуть о связистах станции радиосвязи «Ролик» (их позывной) в составе: младший сержант Кузьминский и трое рядовых Ветошкин, Харазия, Колосовский. «Ролик» находился в глубоком овраге, раструбом выходящим к Волге. Стены оврага круты. По самому верху оврага — огневые точки, позади глубокая траншея, ведущая в глубь немецкой обороны. Радисты всё время, пока дивизия была окружена, обеспечивали связь со штабом армии, хотя сами были практически окружены и не имели постоянного контакта с дивизией (затруднялось получение продовольствия и боеприпасов). Фамилии связистов начертаны на обелиске в честь «Ролика».
4 декабря Волга между берегом, на котором располагалась дивизия, и островом Зайцевский покрылась сплошным крепким льдом. В. И. Чуйков приказал 400-му артиллерийскому батальону занять оборону на острове Зайцевский, чтобы не дать противнику полностью окружить дивизию. 14 декабря был получен следующий приказ Чуйкова: «138-й дивизии левофланговым полком (650-м) наступать в юго-западном направлении и с выходом на улицу Таймырская соединиться с правофланговой частью полковника Горишного, восстановив сплошной фронт». Дивизия выстояла на «Баррикадах» и теперь сама переходила в наступление. 21 декабря на фронте в 500 метров полки дивизии продвинулись в глубину на 200 метров и соединились с дивизией Горишного, выполнив приказ командарма.
Полковник Людников получает приказ явиться в штаб 62-й армии. После последнего появления в штабе Людникова прошло семьдесят дней…
В ночь на 10 января 1943 года дивизия, оставив «Баррикады», получила приказ сосредоточиться в районе завода «Красный Октябрь». 27 января командиру дивизии полковнику Людникову присвоено звание генерал-майор.
Острову Людникова посвящены стихотворения майора Р. Побережского и волгоградского поэта Павла Великжанина.

## Современное состояние
В состав мемориала «Остров Людникова» входят следующие объекты:
- Оставленное невосстановленным двухэтажное кирпичное здание командного пункта дивизии, построенное в начале XX века как жилой дом директора артиллерийского завода «Виккерса» (48°46′30″ с. ш. 44°35′25″ в. д.HGЯO);
- Братская могила воинов дивизии (48°46′31″ с. ш. 44°35′21″ в. д.HGЯO);
- Братская могила воинов дивизии (48°46′28″ с. ш. 44°35′18″ в. д.HGЯO);
- Братская могила рабочих заводов «Красный Октябрь» и «Баррикады», сражавшихся в Сталинградском народном ополчении;
- Братская могила связистов дивизии (48°46′16″ с. ш. 44°35′19″ в. д.HGЯO);
- Памятный православный крест (48°46′29″ с. ш. 44°35′19″ в. д.HGЯO);
- Часть «Линии обороны» — башня танка Т-34 на постаменте (48°46′30″ с. ш. 44°35′17″ в. д.HGЯO).

Здание командного пункта 138-й дивизии — одно из трёх зданий, специально оставленных невосстановленными после Сталинградской битвы. Два других — здание мельницы Гергардта и здание заводской лаборатории завода «Красный Октябрь».
|                                                                                              |                                                                                  | |
| Памятный знак на месте ожесточённых боёв 138-й стрелковой дивизии полковника Людникова И. И. | Братская могила воинов 138-й стрелковой дивизии, погибших при защите Сталинграда | Руины бывшего дома директора завода «Баррикады», в котором находился командный пункт 138-й стрелковой дивизии полковника Людникова И. И. |